# 普拉肯巴赫
普拉肯巴赫是德国巴伐利亚州的一个市镇。总面积40.08平方公里，总人口2666人，其中男性1314人，女性1352人（2011年12月31日），人口密度67人/平方公里。